# Parco nazionale di Djebel Zaghouan
Il parco nazionale di Djebel Zaghouan è un parco nazionale della Tunisia situato a nord del Djebel Zaghouan, nel governatorato di Zaghouan, su una superficie di 20,4 km².
Il leccio, il pino d'Aleppo e il carrubo sono i principali rappresentanti della flora locale, mentre l'aquila reale, il falco pellegrino, il capovaccaio, il cinghiale, lo sciacallo, la mangusta, la lepre, la lucertola e il colubro sono i principali rappresentanti della fauna.
Questo santuario naturale si inserisce anche in un'ottica di conservazione del patrimonio archeologico, con la presenza del Tempio delle Acque, risalente all'epoca romana. Esso consiste in un luogo di raccolta delle sorgenti di montagna, punto di partenza dell'aquedotto di Zaghouan che trasportava acqua alla città di Cartagine nel II secolo.
Il diritto di accesso al parco avviene tramite pagamento dal 2010.